# Маргарита Опольская
Маргарита Опольская (пол. Małgorzata Opolska; 1412/1414 — 15 января 1454) — польская принцесса из опольской ветви династии Силезских Пястов, жена князя Любинского, Хойнувского и Олавского Людвика III (до 1405 — до 18 июня 1441).

## Биография
Маргарита была единственной дочерью князя Опольского Болеслава IV от брака с Маргаритой Горицкой.
Около 1423 года Маргарета (одиннадцати лет) вышла замуж за своего родственника, князя Людвика III Олавского. Она родила ему двух сыновей: Иоганна I Любинского и Генриха X Хойнувского. 18 января 1441 года Людвик III умер, оставив Любинское и Хойнувское княжества своим сыновьям в качестве соправителей, а Олавское княжество – своей вдове в качестве вдовьего удела.
Князь Генрих X умер в 1452 году, и ему наследовал в Хойнуве его брат и соправитель Иоганн I (Любин в 1446 году был продан братьями Глогувскому князю Генриху IX). Иоганн I умер уже через год (в 1453 году), оставив от брака с Ядвигой Легницкой сына Фридриха I, ставшего единственным представителем Легницко-Бжегской ветви дома Силезских Пястов по мужской линии.
Маргарита пережила своего сына Иоганна I всего на два месяца. Олаву унаследовал ее внук Фридрих I, который в конечном итоге объединил в 1488 году все семейные земли.